# 2022年1月

## 1月1日
- 区域全面经济伙伴关系协定正式生效，成为超越欧洲联盟的最大自由贸易协议[1]。
- 印控克什米尔的印度教朝圣地瓦伊什诺·德维神庙（Mata Vaishno Devi）发生踩踏事件，造成至少12人死亡，13人受伤。该事件由前来庆祝新年的人潮引发[2]。
- 法国立法禁止以塑料包装出售大型水果和蔬菜，如黄瓜、胡萝卜和香蕉。切碎的或加工过的水果，以及大于1.5公斤（3.31磅）的包装可以豁免。2026年，该禁令将扩展至所有的水果和蔬菜。西班牙计划在2023年推出类似的法律[3]。

## 1月2日
- 阿卜杜拉·哈姆杜克因2021年10月政變宣布辞去苏丹总理职务，称需要与过渡主权委员会进行圆桌讨论，以达成苏丹民主化的新协议[4]。
- 位于南非开普敦的南非議會大廈发生火灾，导致大廈严重损毁。[5]

## 1月3日
- 香港第七届立法会议员在行政长官林郑月娥监誓下宣誓就职。[6]
- 中俄美英法五个拥核国家领导人发表联合声明，表示应防止核战争、防止核武器擴散、避免核军备竞赛。[7]

## 1月5日
- 在哈萨克斯坦因天然气价格突然大幅上涨而引发的抗议之后，总统托卡耶夫批准总理马明及其内阁集体辞职。努尔苏丹·纳扎尔巴耶夫亦辞去国家安全委员会主席职务，由总统托卡耶夫接任[8]
- 法国在12名患者身上发现了一种新的新冠病毒变异株[9]。
- 香港多名高官及議員出席洪為民的逾百人生日派對，後來派對出現新冠肺炎確診者，導致多人需要隔離。

- 哈萨克斯坦前总理兼国家安全委员会（英语：National Security Committee (Kazakhstan)）主席卡里姆·马西莫夫因叛国罪被逮捕。[10][11]

## 1月7日
- 美國喬治亞州格林郡高等法院判處射殺非裔男子艾哈邁德·阿伯里的3名白人終身監禁[12]。
- 巴基斯坦伊斯兰堡附近的穆里山遭遇暴雪天气，造成数千名游客和一千多车辆被困于雪山之上，導致22人遇难。[13]
- 2019冠狀病毒病全球確診病例超過三億人。[14]

## 1月8日
- 巴西米纳斯吉拉斯州一处瀑布发生山崖坍塌，巨大落石砸中至少两艘观光船，造成7人死亡、30多人受伤。[15][16]
- 總統古爾班古力·別迪穆罕默多夫下令撲滅著名景點地獄之門燃燒51年的火勢[17]。

## 1月9日
- 美国纽约一栋公寓楼发生严重火灾，导致超过19人死亡。[18]
- 林昶佐罷免案同意票54,813、不同意票43,340，因同意票不達門檻而未通過。[19]
- 臺中市第二選舉區立委補選中，林靜儀以88,752票當選。[20]
- 劇情片《犬山記》、歌舞片《西城故事》和電視劇《繼承之戰》在第79屆金球獎中獲得最多獎項[21]。

## 1月10日
- 緬甸奈比多軍事法庭宣判前民選領袖翁山蘇姬數項罪名成立，判處4年有期徒刑[22]。
- 在2021年荷蘭大選過後10個月後，以荷蘭首相馬克·呂特為首的聯合政府正式宣誓就職[23]。

## 1月11日
- 欧洲议会议长大卫·萨索利病逝，享年65岁。[24]
- 台湾空军的一架F16-V战机，在东石乡水溪靶场附近失联[25]。
- 在示威抗議逐漸平息後，哈薩克總統卡西姆若馬爾特·托卡耶夫任命阿里汗·斯瑪伊洛夫為新任總理[26]。

## 1月13日
- 英國女王同意取消涉及性侵醜聞的約克公爵安德魯王子所有王室特權、軍銜與殿下稱呼[27]。

## 1月14日
- 2022年，德國科學家在南極洲威德爾海發現棲息6,000萬條南極新擬冰鰧的巢穴，為已知世界上最大的產卵魚群[28]。
- 中国国务委员兼外交部长王毅与伊朗外长侯赛因·阿米尔-阿卜杜拉希扬宣布启动中伊全面合作计划[29]。

## 1月15日
- 湯加洪阿哈阿帕伊島海底火山爆發，多國氣象局發布海嘯警報。[30]

## 1月16日
- 澳大利亚联邦法院终审宣布诺瓦克·德约科维奇败诉，无缘2022年澳大利亚网球公开赛。[31]
- 因為2020年軍事政變被迫下臺的前馬利總統易卜拉欣·布巴卡爾·凱塔在首都巴馬科逝世，終年76歲[32]。

## 1月17日
- 羅伯特·萊萬多夫斯基和阿萊克西婭·普特利亞斯獲選2021年國際足球總會最佳男子球員獎和最佳女子球員獎[33]。

## 1月18日
- 微软宣布以687亿美元现金收购动视暴雪，将成为全球第三大游戏公司。[34]
- 在因病逝世後，歐洲議會正式選舉來自馬爾他的羅伯塔·梅特索拉為新任議長[35]。

## 1月20日
- 比利時裔英國飛行員扎拉·盧瑟福駕駛鯊魚飛機飛越五大洲，成為獨自駕駛飛機環繞地球的最年輕女性[36]。

## 1月22日
- 德國最大反對黨德國基督教民主聯盟選舉保守派代表人物弗雷德里希·梅爾茨為新任主席[37]。
- 俄罗斯在乌克兰的边境部署庞大军事力量，造成地区局势严重紧张[38]。
- 中国实践-21卫星将北斗二号一颗失效的卫星从地球同步轨道带入墓地轨道[39]。

## 1月23日
- 布基纳法索发生军事政变，总统罗克·马克·克里斯蒂安·卡博雷已被罢免，中止宪法，议会和政府解散。[40]

## 1月24日
- 英國上訴法院批准維基解密創辦人得以繼續就引渡美國案上訴至最高法院[41]。
- 的成功抵達最終目的地拉格朗日L2點[42]。

## 1月27日
- 洪都拉斯自由重建黨當選人·宣誓就任洪都拉斯第一位女性總統[43]。

## 1月30日
- 和在2022年分別贏得男子單打與女子單打冠軍[44]。
- 在因參加洪為民生日派對而需接受隔離檢疫後，徐英偉宣佈辭任香港民政事務局局長。[45]

## 1月31日
- 葡萄牙總理安東尼奧·科斯塔領導的社會黨在2022年立法選舉贏得絕對多數席次[46]。